# José Moreno Carbonero
José Moreno Carbonero va ser un pintor realista espanyol nascut a Màlaga. Es va formar sota la direcció de Bernardo Ferrándiz i assistí a la Escuela de Bellas Artes de Málaga. D'entre les seves obres destaca La posada de la Corona (1872), El príncipe de Viana (1881), que li valgué una medalla de la "Exposición Naciona de Bellas Artes", o Entrada de Roger de Flor en Constantinopla (1888), obra encarregada pel Senat espanyol.

## Obres
Entre les seues obres es poden trobar:
- La marquesa del Pazo de la Merced, 1906 (al dep. al Museu de Salamanca).
- Desembarco de Alhucemas, 1929 (al dep. a l'Alt Estat Major de Madrid).
- Doña Blanca de Navarra, (al dep. a la Universitat de Santiago de Compostela, La Coruña).
- El vaso de agua, (al dep. al Consolat d'Espanya a París).
- La meta sudante, 1882 (al dep. al Museu Provincial de Belles Arts de Málaga).
- La conversión del duque de Gandía, 1884.
- Montero con perros.
- El príncipe don Carlos de Viana, 1881.
- Encuentro de Sancho Panza con el Rucio, 1876-1878 (al dep. al Museu de Belles Arts de Sevilla).
- Don Quijote y los molinos de viento, (al dep. al Museu de Jaén).
- Don Álvaro Brake y Travesedo de la Cerda y Fernández Casariego, marqués de Villablanca, de cazador, 1929 (al dep. al Museu de Jaén).